# 차코주

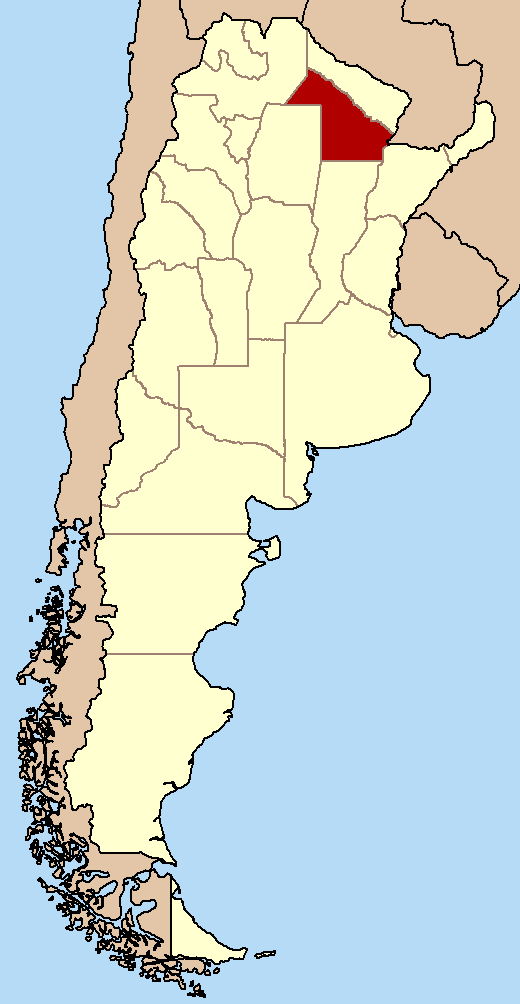
차코주

차코주(Chaco)는 아르헨티나 북쪽의 주로, 파라과이 국경과 가깝다. 그란차코 지방의 남부에 위치한 주이다. 차코주는 면적은 99,633km2, 인구는 38,469명(2007년 기준)이다. 주도는 파라나강에서 코리엔테스시와 마주보고 있는 레시스텐시아이다. 차코주 제2의 도시는 사엔스페냐이다.
이 주의 서쪽에는 살타주, 산티아고델에스테로주가 있고, 북쪽과 동쪽으로는 포르모사주가 있으며, 동쪽으로는 파라과이, 남쪽으로는 산타페주가 있다. 경계는 남위 28도가 기준이다. 25개 군을 관할한다.
이 주에서 가장 높은 지대는 또한 가장 서쪽에 있는 타코 포조 지방 자치체 근처로 해발 272m이다. 파라나강과 파라과이강은 차코주와 코리엔테스주, 파라과이 공화국을 분리한다. 북쪽으로는 버메호강이 또 다른 자연적인 국경을 형성하며, 차코주와 포르모사주를 나눈다.
남쪽으로는 남위 28도선을 경계로 산타페 주와 분리되어 있으며, 서쪽으로는 살타주와 산티아고델에스테로주와 접한다.
다른 중요한 강으로는 네그로강, 타페나가강, 팔로메타강, 살라도강이 있다.

주기
주 문장